# Redonda bolivari
La mariposa paramera del pico Bolívar, Redonda bolivari, es una especie de mariposa, de la familia Nymphalidae, que fue descrita por los entomólogos ingleses M.J. Adams y G.I. Bernard en 1981.
La descripción original se basó en ejemplares provenientes de los páramos de la Sierra Nevada de Mérida en el estado Mérida, Venezuela. Se consideraba una subespecie de Redonda empetrus (Thieme, 1905), hasta que recientemente fue elevada a nivel específico.

## Distribución
R. bolivari es una especie endémica de Venezuela, y se conoce exclusivamente de los páramos más elevados al sur de la ciudad de Mérida. 

## Conservación
Las poblaciones de R. bolivari se consideran vulnerables por su alto grado de especialización al medio ambiente páramo. A pesar de que se sospecha que sus larvas se alimentan de plantas altamente abundantes en su hábitat natural, la transformación de los páramos por el sobrepastoreo pueden cambiar las condiciones locales y extinguir poblaciones enteras, incluso dentro de áreas protegidas. De hecho, los ecosistema de alta montaña venezolanos se consideran igualmente amenazados según los criterios de listas rojas de ecosistemas.